# Stenhelia tethysensis
Stenhelia tethysensis är en kräftdjursart som beskrevs av Albert Monard 1928. Stenhelia tethysensis ingår i släktet Stenhelia och familjen Diosaccidae. Inga underarter finns listade i Catalogue of Life.